# Samuel Gottfried Kerst
Samuel Gottfried Kerst (* 12. Dezember 1804 in Neuheide bei Elbing; † 29. Januar 1875 in Berlin) war ein deutscher Soldat, Politiker und Beamter.

## Frühe Jahre
Als Sohn eines Gutsbesitzers studierte Kerst von 1822 bis 1824 Mathematik und Naturwissenschaften in Königsberg. Nebenher leistete er ab 1822 Militärdienst. 1824 wurde Kerst Lehrer in Danzig. 1825 wurde er im Dienstgrad eines Premierleutnants aktiver Soldat beim Chef des Generalstabs, um noch im selben Jahr in brasilianische Dienste zu wechseln. Als Hauptmann des Ingenieurkorps und Generaladjutant nahm er von 1825 bis 1828 am La Plata-Krieg um die Unabhängigkeit Uruguays teil. 1830 beteiligte er sich an einer Verschwörung deutscher Einwanderer zum Sturz der brasilianischen Monarchie (Aufstand von 1830) und musste nach Deutschland zurückkehren.
Nach seiner Rückkehr war er von 1832 bis 1834 Lehrer und Leiter der Bürgerschule, anschließend Direktor der Realschule in Meseritz in der preußischen Provinz Posen.

## Rolle während der Revolution von 1848/49
Zu Beginn der Revolution von 1848 wurde Kerst Kommandant der Bürgerwehr in Meseritz. Kurz danach wurde er für den Wahlbezirk Birnbaum-Meseritz zum Abgeordneten der Frankfurter Nationalversammlung gewählt. Während seiner Mitgliedschaft vom 18. Mai 1848 bis zum 20. Mai 1849 gehörte er zunächst der Casino-Fraktion, später deren Abspaltung, der Landsberg-Fraktion, an. Nach dem Scheitern der Nationalversammlung nahm er im Juni 1849 an der Versammlung des Gothaer Nachparlaments teil.
Parallel dazu trat Kerst als Beamter in die Regierung der provisorischen Zentralgewalt ein und war zunächst provisorischer Ministerialrat 2. Klasse in der Marineabteilung des Reichshandelsministeriums unter Minister Arnold Duckwitz. Im April 1849 wurde er kurzzeitig interimistischer Generalsekretär des Marinedepartements, um im Mai 1849 Generalsekretär des neuen Reichsministeriums der Marine unter Minister August Giacomo Jochmus zu werden. Im September 1849 schied er aus dem Dienst der provisorischen Zentralgewalt aus.

## Spätere Tätigkeiten
Nach dem Ende der Revolutionszeit trat Kerst als Beamter in den Dienst der preußischen Marine und war zunächst ab Oktober 1849 als preußischer Beobachter bei der deutschen Nordseeflotte tätig. 1850 wurde er Geheimer Admiralitätsrat in der Marineabteilung des preußischen Kriegsministeriums unter den Ministern Stockhausen, Bonin und Waldersee. Nachdem Preußen 1853 in dem von ihm als Verhandlungsführer geschlossenen Jade-Vertrag vom Großherzogtum Oldenburg Land für einen Marinestützpunkt an der Nordsee und die spätere Stadt Wilhelmshaven erworben hatte, wurde Kerst von 1854 bis 1855 Vorsteher des preußischen Admiralitätskommissariats für die Verwaltung dieses Jadegebiets in Oldenburg. 1855 geriet er in Opposition zur preußischen Marinepolitik, wurde zur Disposition gestellt und in den Ruhestand versetzt.
Von 1862 bis 1866 und von 1871 bis 1875 war er für die Deutsche Fortschrittspartei Mitglied im Abgeordnetenhaus des Preußischen Landtags. Von 1866 bis 1872 betätigte sich Kerst außerdem als Redakteur der Gerberzeitung in Berlin und schloss damit an frühere schriftstellerische Tätigkeiten an. Er verfasste mehrere Reiseberichte über seine Zeit in Brasilien und zahlreiche politische Artikel. Unter anderem wandte er sich gegen die deutsche Auswanderung nach Brasilien.
Kerst blieb unverheiratet und starb am 29. Januar 1875 in Berlin.

## Werke
- Die Länder im Stromgebiete des La Plata mit Rücksicht auf den deutschen Handel und die deutsche Auswanderung. Vortrag, gehalten am 12. Mai 1852 in der öffentlichen Sitzung des Central-Vereins für die Deutsche Auswanderungs- und Kolonisations-Angelegenheit, Selbstverlag des Vereins, Berlin 1852
- Über brasilianische Zustände der Gegenwart, mit Bezug auf die deutsche Auswanderung nach Brasilien und das System der brasilianischen Pflanzer, den Mangel an afrikanischen Sklaven durch deutsche Proletarier zu ersetzen, zugleich zur Abfertigung der Schrift des Kaiserl. brasil. Prof. Dr. Gade: Bericht über die deutschen Kolonien am Rio Preto, Verlag von Veit & Comp., Berlin 1853
- Die Platastaaten und die Wichtigkeit der Provinz Otuquis und des Rio Bermejo seit der Annahme des Princips der freien Schiffahrt auf den Zuflüssen des Rio de la Plata,  Verlag von Veit & Comp., Berlin 1854